# Havas
Havas è una multinazionale di pubblicità e relazioni pubbliche, riconosciuta come uno dei più grandi gruppi di comunicazione integrata al mondo, operante in oltre 100 Paesi. Le attività del gruppo si articolano principalmente attraverso tre network globali: Havas Creative (advertising, strategia di marca, content creation), Havas Media (pianificazione, acquisto e gestione di spazi media) e Havas Health (comunicazione nel settore salute e wellness). Due distinte imprese hanno portato il nome Havas: la prima, esistita dal 1835 al 1998, data della sua acquisizione da parte della Compagnie Générale des Eaux (Vivendi). La seconda è un'ex-filiale della prima, chiamata Havas Advertising, che è stata rivenduta dalla Vivendi e ha ripreso il nome Havas nel 2002.    

## Storia
L'Agence des feuilles politiques fu fondata a Parigi nel 1835 da Charles-Louis Havas, che in precedenza era stato un commerciante internazionale, poi un banchiere. Così facendo aveva elaborato il concetto di agenzia di stampa, che nasceva dalla necessità di connettere fra loro i mercati borsistici per conoscere in tempo reale le quotazioni sulle altre piazze finanziarie.
Fra il 1852 e il 1857 l'agenzia iniziò a offrire un altro servizio ai giornali, quello di concessionaria di pubblicità, e si divise in due rami, quello di informazioni (la futura Agence France-Presse) e quello pubblicitario (IP, costituito in società anonima con il nome di Agence Havas nel 1879).
Come le altre concessionarie dell'epoca, la Havas offriva all'inserzionista che non avesse già l'annuncio preparato, un "ufficio tecnico" per la redazione dell'annuncio da pubblicare.
Nel 1920 la fusione dell'Agence Havas con la Société Générale d'Annonces trasformò radicalmente la società, che divenne la più grande concessionaria di pubblicità francese sulla stampa. Nel 1923 quest'attività si estese ai settori radiofonico, cinematografico e delle affissioni.
Quando la Francia fu invasa dalla Germania, nel 1940, l'agenzia perse la sua indipendenza: il ramo pubblicitario rimase privato, con il nome tradizionale di agence Havas, mentre il ramo informativo passò sotto il controllo del regime di Vichy con il nome di Office français d'information (OFI).
Alla fine della seconda Guerra mondiale, nel 1945, l'agence Havas fu nazionalizzata ed entrò in una fase di diversificazione, peraltro già iniziata nel 1938 con la creazione di Havas Voyages.
Nel 1984 la Havas partecipò alla costituzione di Canal+.
Nel 1987 l'Agence Havas fu privatizzata e prese il nome di Havas S.A.. Nel 1991 acquisì l'agenzia pubblicitaria RSCG, la integrò con la filiale Eurocom e così RCSG divenne EuroRCSG.
Nel 1997 la Havas acquisì la CEP Communication, secondo gruppo editoriale francese.
Nel 1998 la Havas fu rilevata dalla Vivendi e ribattezzata Vivendi Universal Publishing.
La VUP a sua volta si fuse con il Gruppo Lagardère per diventare Editis nel 2004.
L'azienda che oggi porta il nome Havas è un'ex-controllata della società che ha comprato i diritti sul marchio nel 2002. È una holding con sede a  Puteaux e quotata nel listino principale dell'Euronext.
Nel 2004 l'imprenditore Vincent Bolloré iniziò a "scalare" la Havas e nel 2005 ne diventa presidente.
Nel 2017 Vivendi ha acquistato da Bolloré il pacchetto di controllo della Havas.
Nel settembre 2023 l'Unione europea ha appaltato ad Havas Media France la gestione dei finanziamenti ai media europei e anche italiani. Il criterio di questa distribuzione era riservato.

## Divisioni
Il gruppo Havas in Italia è strutturato in diverse divisioni, ciascuna focalizzata su specifiche aree della comunicazione e del marketing. Le principali divisioni operative includono: 
- Havas: agenzia creativa integrata specializzata in strategia di marca, design, advertising e creazione di contenuti multicanale.
- Havas Media Network: media network globale dedicato a pianificazione e acquisto di spazi media, digital, performance marketing e analisi dati. Al suo interno operano diverse unità specializzate, tra cui: Arena Media, focalizzata su media experience, strategia, digital, contenuti, social media e sport marketing; Havas Play (sponsorizzazioni sportive e musicali, branded content, influencer e sport marketing); Havas Market (marketplace e e-commerce).
- Havas PR: agenzia di comunicazione e relazioni pubbliche che offre consulenza in corporate communication, content creation, social media strategy, influencer marketing e crisis management.
- Havas Events: agenzia dedicata alla progettazione e realizzazione di eventi fisici, digitali e ibridi, oltre a esperienze immersive e attivazioni live.
- Havas CX: centro di innovazione focalizzato sul design dell’esperienza cliente, sviluppa soluzioni personalizzate per migliorare l’engagement e trasformare ogni punto di contatto tra brand e consumatori in un’opportunità di valore.
- Havas Village Italy: modello operativo integrato che raggruppa le diverse divisioni sotto un unico ambiente collaborativo, favorendo sinergie e agilità tra team creativi, media e healthcare.